# Anthaxia nitidula
Anthaxia nitidula là một loài bọ cánh cứng trong họ Buprestidae, phân họ Buprestinae.

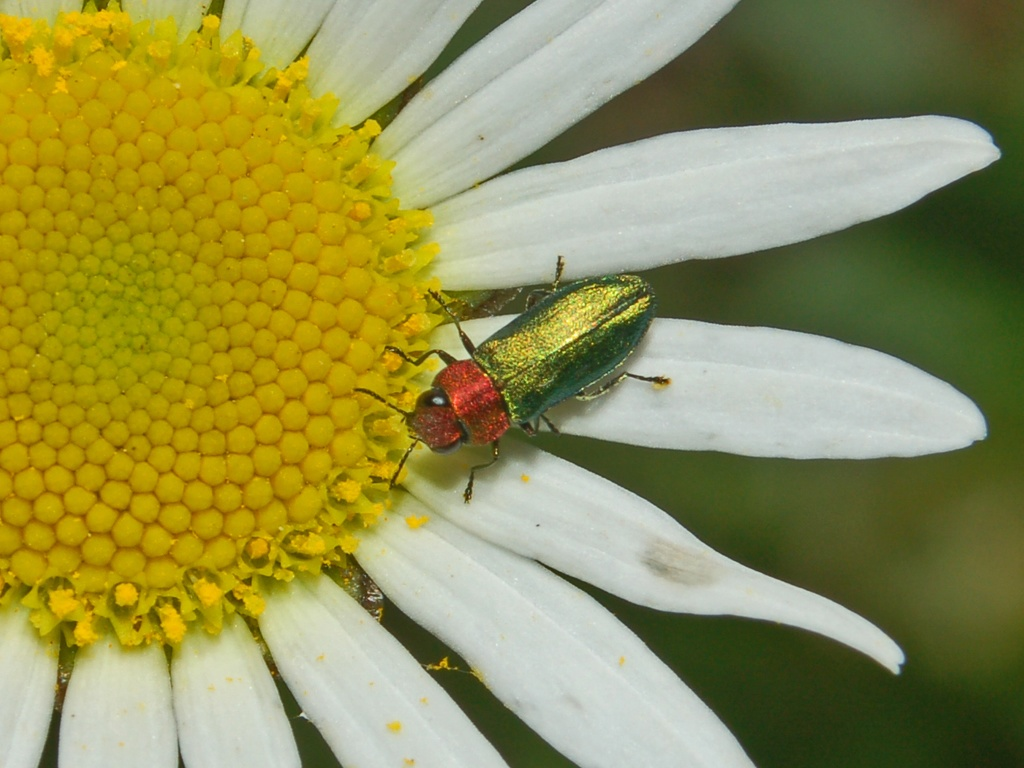
con cái

Loài bọ này có mặt ở hầu hết châu Âu, ở phía đông miền Cổ bắc, Cận Đông và ở Bắc Mỹ.
Thực vật chủ của ấu trùng là các chi Amygdalus, Crataegus và Prunus.
Con trưởng thành dàu 5–6 milimét (0,20–0,24 in). Con đực có màu xanh kim loại, trong khi đầu và pronotum ở con cái có màu đỏ và cánh trước có màu lục.

## Hình ảnh

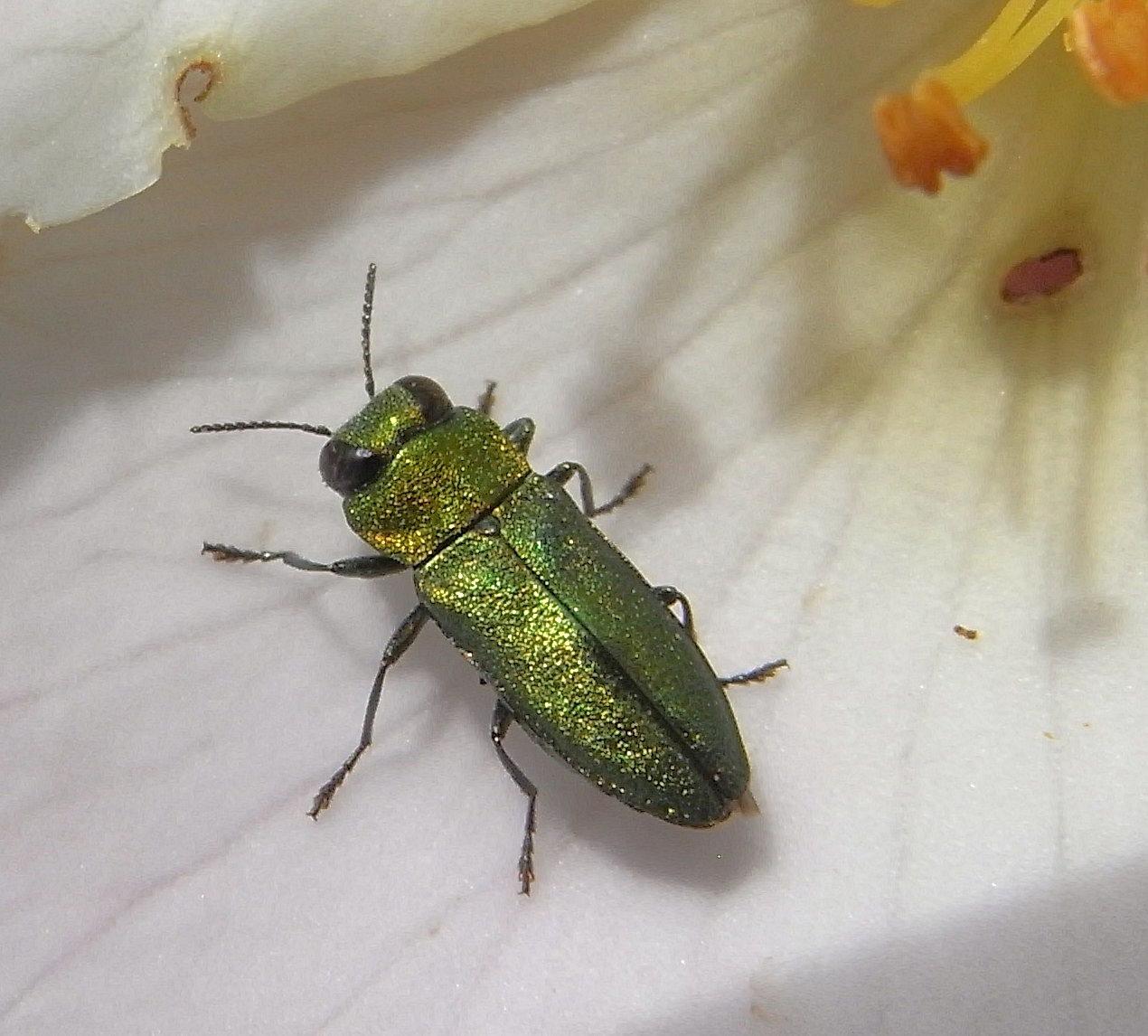
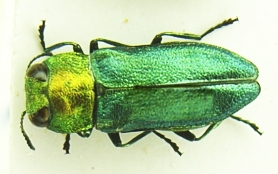
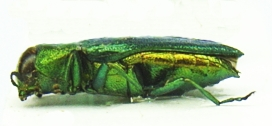
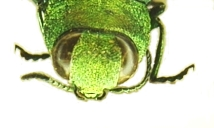